# Montclus (Altos Alpes)
 Montclus  es una comuna y población de Francia, en la región de Provenza-Alpes-Costa Azul, departamento de Altos Alpes, en el distrito de Gap y cantón de Serres.
Está integrada en la Communauté de communes du Serrois.

## Demografía
| 72 | 47 | 40 | 46 | 45 | 48 |
| Para los censos de 1962 a 1999 la población legal corresponde a la población sin duplicidades (Fuente: INSEE [Consultar]) |    |    |    |    |    |